# Angela Hucles
Angela Khalia Hucles, mais conhecida como Angela Hucles (Virginia Beach, 5 de julho de 1978), é uma ex-futebolista estadunidense que atuava como meia. Encerrou sua carreira no Boston Breakers.